# Bezirk Czortków

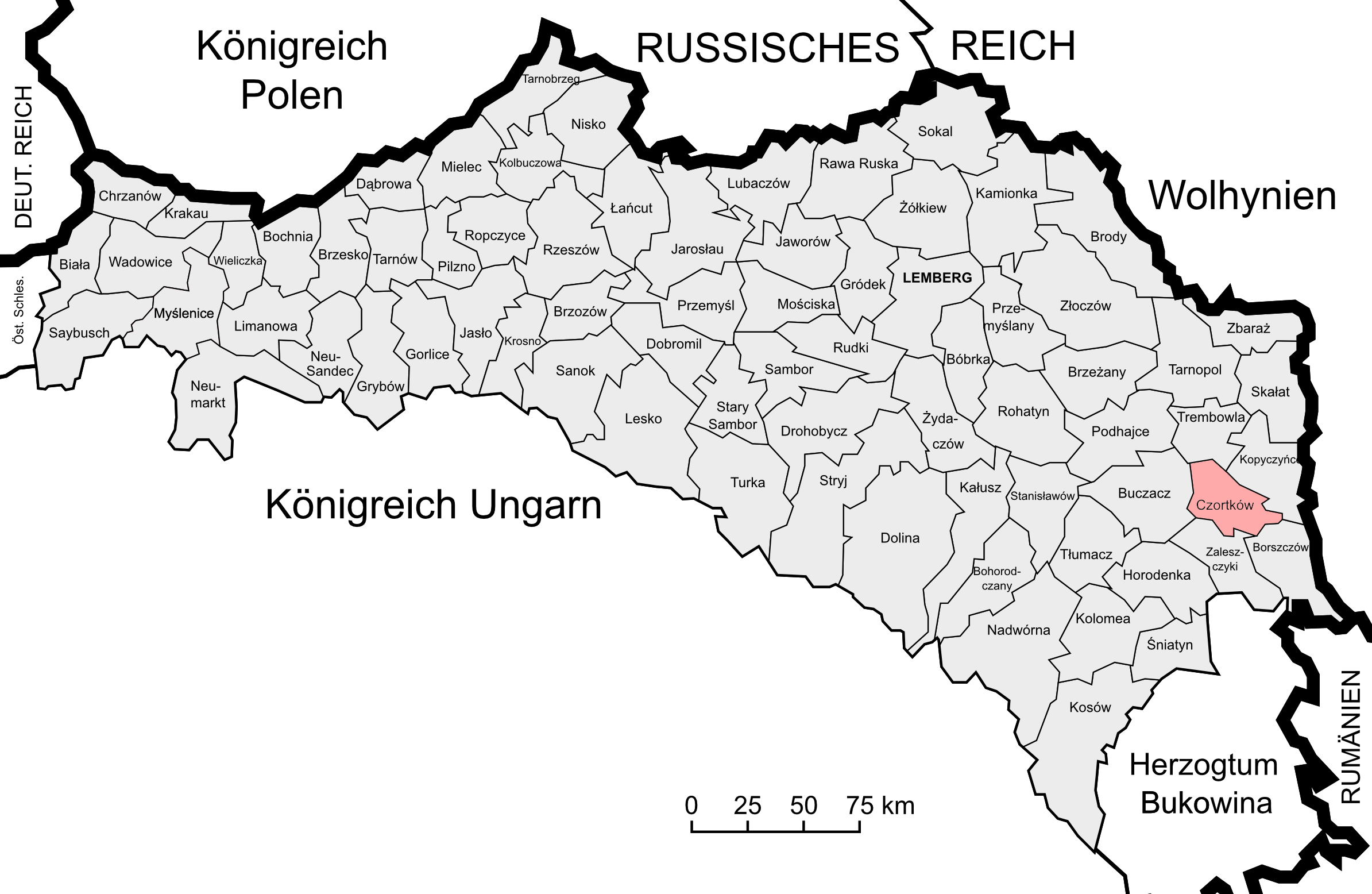
Lage des Bezirks Czortków im Kronland Galizien und Lodomerien

Der Bezirk Czortków war ein politischer Bezirk im Kronland Galizien und Lodomerien. Sein Gebiet umfasste Teile Ostgaliziens in der heutigen Westukraine (Oblast Ternopil, Rajon Tschortkiw), Sitz der Bezirkshauptmannschaft war die Stadt Czortków. Im November 1918 war der Bezirk nach dem Zusammenbruch der Donaumonarchie am Ende des Ersten Weltkriegs kurzzeitig Teil der Westukrainischen Volksrepublik.
Er grenzte im Norden an den Bezirk Trembowla, im Nordosten an den Bezirk Husiatyn, im Südosten an den Bezirk Borszczów, im Süden an den Bezirk Zaleszczyki sowie Westen an den Bezirk Buczacz.

## Geschichte
Ein Vorläufer des späteren Bezirks (Verwaltungs- und Justizbehörde zugleich) wurde zum Ende des Jahres 1850 geschaffen, die Bezirkshauptmannschaft Czortkow war dem Regierungsgebiet Stanislau unterstellt und umfasste folgende Gerichtsbezirke:
- Gerichtsbezirk Czortkow
- Gerichtsbezirk Husiatyn
- Gerichtsbezirk Jagielnica

Nach der Kundmachung im Jahre 1854 kam es am 29. September 1855 zur Einrichtung des Bezirksamtes Czortków (weiterhin für Verwaltung und Gerichtsbarkeit zuständig) innerhalb des Kreises Czortków.
Nachdem die Kreisämter Ende Oktober 1865 abgeschafft wurden und deren Kompetenzen auf die Bezirksämter übergingen, schuf man nach dem Österreichisch-Ungarischen Ausgleich 1867 auch die Einteilung des Landes in zwei Verwaltungsgebiete ab. Zudem kam es im Zuge der Trennung der politischen von der judikativen Verwaltung zur Schaffung von getrennten Verwaltungs- und Justizbehörden. Während die gerichtliche Einteilung weitgehend unberührt blieb, fasste man Gemeinden mehrerer Gerichtsbezirke zu Verwaltungsbezirken zusammen.
Der neue politische Bezirk Czortków wurde aus folgenden Bezirken gebildet:
- Bezirk Czortków (mit 30 Gemeinden)
- Teilen des Bezirks Budzanów (Gemeinden Biały Potok, Markt Budzanów, Kossów, Laskowce, Romaszówka, Rydoduby, Skomorosze, Skorodyńce, Wierzbowiec, Zwiniacz, Kulczyce, Chomiakówka)
- Teilen des Bezirks Jazłowiec (Gemeinden Bazar, Browary, Cwitowa, Duliby, Dżuryna, Markt Jazłowiec, Koszyłowce, Nowosiółki, Pauszówka, Polowce, Przedmieście, Słobudka ad Dżuryn, Krzywołuka, Znibrody)
- Teilen des Bezirks Husiatyn (Gemeinden Zalesie)

Der Bezirk Czortków bestand bei der Volkszählung 1910 aus 47 Gemeinden sowie 40 Gutsgebieten und umfasste eine Fläche von 694 km². Hatte die Bevölkerung 1900 noch 71.981 Menschen umfasst, so lebten hier 1910 76.447 Menschen. Auf dem Gebiet lebten dabei mehrheitlich Menschen mit ruthenischer Umgangssprache (60 %) und griechisch-katholischem Glauben, Juden machten rund 10 % der Bevölkerung aus.

## Ortschaften
Auf dem Gebiet des Bezirks bestanden 1910 Bezirksgerichte in Czortków, diesen waren folgende Orte zugeordnet:
Gerichtsbezirk Czortków:
- Antonów
- Bazar
- Biała
- Markt Białobożnica
- Biały Potok bestehend aus den Ortsteilen Biały Potok und Chomiakówka
- Byczkowce
- Chomiakówka
- Czerkawszczyzna
- Stadt Czortków
- Czortków Stary
- Dawidkowce bestehend aus den Ortsteilen Dawidkowce und Słobódka
- Dolina
- Dżuryn
- Markt Jagielnica
- Jagielnica Stara
- Kalinowszczyzna
- Kolędziany
- Kosów
- Krzywołuka
- Muchawka
- Nagórzanka
- Pauszówka
- Połowce
- Połowce Kolonia
- Romaszówka
- Rosochacz
- Rydoduby
- Salówka
- Siemakowce
- Skorodyńce
- Słobódka Dżuryńska
- Sosolówka
- Strosówka
- Świdowa
- Szmańkowce
- Szmańkowczyki
- Szulhanówka
- Szwajkowce
- Uhryń
- Markt Ułaszkowce
- Wygnanka
- Zabłotówka
- Zalesie
- Zwiniacz